# 헤나투 아우구스투
헤나투 수아레스 지 올리베이라 아우구스투(포르투갈어: Renato Soares de Oliveira Augusto, 1988년 2월 8일 리우데자네이루 ~)는 브라질의 축구 선수로, 공격형 미드필더나 윙어로 활약하며, 현재 플루미넨시 소속이다.

## 경력
헤나투 아우구스투는 CR 플라멩구의 유스 출신이며, 2007년에 US 팔레르모가 그의 영입에 근접한 적이 있었다. 그의 플레이스타일과, 날카로운 패스, 양질의 볼 컨트롤, 속도와 드리블은 U-20 브라질 국가대표 발탁하도록 하였다. 그가 플라멩구에 있는 동안 단 한번의 부상도 당하지 않았다. 그는 바이어 04 레버쿠젠에 €10M으로 추정되는 (60%를 플라멩구가 가져가고 40%를 교통과 MFD 투자 그룹에 가져가는) 비공개 이적료로 이적하였다. 봉급은 €1.5M으로 2008년 초에 합의되었다.
헤나투는 그의 민첩함, 시야, 팀워크, 기술로 팬의 마음을 사로잡았다. 그는 오른쪽 윙어로 플레이 하였지만, 레버쿠젠에서는 팀에 부상자가 많아, 구멍이 된 공격형 미드필더 포지션으로 옮겼다. 그는 템포를 조절하고, 볼 점유율에 있어 대체 불가능한 선수이었다. 2010년 여름, 맨체스터 시티 FC는 이 재능있는 브라질인에게 관심을 가졌지만, £14M은 레버쿠젠의 핵심 선수가 관심을 가지기에 작은 금액이었다. 2010/11 시즌 이전 시즌처럼 부상이 없었던 것은 아니지만, 좋은 폼을 유지하여 세 차례 1점차 승리를 따내고, 날카로운 어시스트를 하며 상대 수비진을 휘저었다. 2011년 3월 13일 1. FSV 마인츠 05전에서 82분에 결승골을 뽑아냈다. 양팀의 졸전 끝에, 헤나투의 코너킥은 상대 골대를 넘겼다. 크리스티안 베트클로는 보 스벤손에게 패스를 하려 하자, 헤나투는 공을 가로채어 20m 슈팅을 날려 골을 넣었다. 이는 레버쿠젠의 가치있는 승리로, 레버쿠젠이 다시 그날 경기에서 패한 보루시아 도르트문트와의 리그 레이스에 복귀하는 원동력이 되었다.
이후 코린치안스로 다시 복귀하였다.

## 수상
브라질
- 올림픽 축구 : 금메달 (2016)